# Peti talas
Peti Talas je američki akcioni, naučnofantastični film iz 2016. godine, snimljen po istoimenom romanu Rika Jensija iz 2013. godine. Film je režirao Džej Blejkson, scenario napisali Suzana Grant, Akiva Goldsman i Džef Pinkner. Glavni glumci su Kloi Grejs Morec, Nik Robinson, Ron Livingston, Megi Sif, Aleks Roe, Marija Belo i Maika Monro.
Razvoj filma počeo je u martu 2012. godine, kada je Soni preuzeo prava da snimi film na osnovu trilogije romana. Film je snimljen u Atlanti i snimanje je trajalo od oktobra 2014. godine do januara 2015. godine. Peti talas je izdat 22. januara 2016. godine u SAD-u. Film je zaradio 109 miliona dolara, uprkos budžetu od 54 miliona dolara i negativne kritike.

## Zaplet
Srednjoškolka iz Ohaja, Kesi Sulivan, naoružana M4 karabinom izlazi iz šume i ulazi u napuštenu benzinsku pumpu. Ulazeći, ona čuje muški glas koji zove upomoć. Zatiče ranjenog čoveka koji upire pištolj u nju, ali ubrzo oboje spuštaju svoja oružja. Čovek je drugu ruku držao u jakni. On polako vadi ruku iz jakne, pri čemu Kesi primećuje metalan sjaj u njegovom džepu. Misleći da čovek vadi novo oružje Kesi ga ubija, pri čemu on ispušta iz ruke krst. Scena se završava i počinje prikaz Kesinog života pre ovog trenutka. Veliki svemirski brod kruži Zemljom vođen vanzemaljcima koji se nazivaju „Ostali”. Deset dana kasnije, Ostali puštaju Prvi talas, elektromagnetni impuls koji trajno onesposobljava sve električne mreže širom sveta. Drugim talasom Ostali manipulišu geologijom planete i linijama raskola, uzrokujući zemljotrese i cunamije koji uništavaju priobalne gradove i ostrva, uključujući London, Tajland i Njujork. Za Treći talas, Ostali modifikuju soj virusa ptičijeg gripa i prenose ga širom planete(prenosioci su ptice). Populacija je znatno umanjena, Kesina majka je jedna od preminulih.
Kesi,njen otac i mlađi brat Sem odlaze u letnji kamp koji se koristi kao utočište u kome je oko 300 preživelih. Nakon nekoliko dana, vojska sa radnim vozilima upada u kamp. Komandant jedinice, pukovnik Voš, tvrdi da postoji neposredna pretnja Četvrtog talasa i da moraju da odvedu svu decu na sigurno u vazduhoplovnu bazu Rajt-Peterson. Po odrasle bi se vratili kasnije. Kesi je odvojena od svog brata, a vojska ubija sve odrasle, uključujući njenog oca. Kasi pronalazi put ka bazi, ali je ranjena snajperom, noga joj je povređena i ona se onesvesti. Nedelju dana kasnije, ona se budi u kući Evana Vokera, čoveka koji ju je spasio. Kesi i Evan odlaze ka bazi, tokom puta ona shvata da je Evan jedan od Ostalih, poslat na Zemlju pre mnogo godina kao agent koji je svoju svest objedinio sa ljudskim telom. Agenti se kreću u svojim određenim zonama sa zadatkom da ubiju preostale ljude. Evan priznaje da se njegova humanost ponovo aktivirala nakon što je upoznao Kesi, ne slaže se sa invazijom Ostalih i dopušta joj da pobegne. Upozorava je da su pukovnik Voš i vojnici takođe Ostali u ljudskim telima.
Vojska u bazi je pomoću obmane i visoke tehnologije ubedila preživelu decu da su svi ljudi van baze zaraženi. Deci pružaju vojnu obuku i organizuju ih u grupe koje šalju na misije za ubijanje van baze. Sem je ubačen u grupu koju predvodi Ben, Kesina simpatija iz srednje škole, zajedno sa Zvonarom, Dambom i Šoljicom. Na jednoj od ubilačkih misija Zvonar je izvadila svoj čip, što joj omogućava da se registruje kao jedna od Ostalih u dometima odreda. Oni shvataju da Peti talas u stvari predstavljaju grupe dece obučavane u bazi i poslate u svet sa ciljem da ubiju ostatak ljudskog roda. Ben šalje svoju grupu u šumu, vraća se u bazu da javi da su članovi grupe ubijeni. Ben se suočava sa Vošom u vezi dečijih odreda koji čine Peti talas, a Kesi ubija narednicu Reznik. Ben i Kesi pronalaze jedno drugo. Evan priprema mnoštvo bombi i savetuje njih dvoje da pobegnu što pre jer će celu bazu dignuti u vazduh. Pukovnik Voš i preostala vojska uzimaju decu i evakuišu ih vojnim avionima. Kesi i Ben upevaju da pobegnu tačno u trenutku kada Evan baca bombe. Benov odred se ponovo nalazi. Kesi polaže nadu u ljudsku snagu volje, kao jedinu stvar koja bi mogla da spase čovečanstvo. 

## Uloge
- Kloi Grejs Morec kao Kesi Sulivan
- Nik Robinson kao Ben Tomas Periš
- Ron Livingston kao Oliver Sulivan
- Parker Virling kao Džeremi
- Megi Sif kao Lisa Sulivan
- Aleks Rou kao Evan Voker
- Marija Belo kao narednica Reznik
- Maika Monro kao Zvonar
- Zakari Artur kao Sem Sulivan
- Liv Šrajber kao pukovnik Voš
- Toni Revolori kao Dambo
- Talita Bejtman kao Šoljica
- Nadji Džeter kao Patišpanj
- Aleks Maknikol kao Komadić

## Proizvodnja

### Razvoj
U martu 2012. godine, Columbia Pictures preuzima prava da snimi film na osnovu trilogije, sa Grejamom Kingom  i Tobijem Magvajerom kao producentima. Petnaestog aprila 2014. godine zvanično je objavljeno da će glavnu ulogu Kesi Sulivan igrati Kloi Grejs Morec, kao i da će Džej Blejkson režirati film po scenrariju Suzane Grant. Tokom leta 2014. godine, Nik Robinson i Aleks Rou dobili su uloge Bena Periša i Evana Vokera, dok je Liv Šrajber dobio ulogu zlikovca. Tokom sledećih nekoliko meseci podeljenje su ostale uloge.

### Snimanje
Snimanje je počelo 18.10.2014. u Atlanti. Nakon tri meseca, 11. januara, isplanirana eksplozija autobusa radi filma u gradu Makon napravila je problem, proširila se dalje nego planirano. Polomilo se više od 40 prozora u obližnjoj aveniji, izlozi nekoliko radnja su uništeni, jedna zgrada se zapalila. Produkcijska kuća obećala je da će pokriti svu štetu nastalu ovim incidentom, ali je popravka odrađena loše i nije završena 28 meseci kasnije. Snimanje je zvanično završeno 17.1.2015.

### Muzika
U aprilu 2015. godine, objavljeno je da će Henri Džekmen komponovati muziku za film.

## Odziv

### Zarada
Peti Talas je zaradio 34.9 miliona dolara u Severnoj Americi i 75 miliona dolara na drugim teritorijama, sve ukupno 109.9 miliona dolara, uprkos budžetu od 54 miliona dolara. Film je objavljen 22.1.2016. u Severnoj Americi i zaradio je 10-20 miliona dolara prvog vikenda prikazivanja.

### Kritike
Sajt Truli paradajz objavio je da je od 137 kritika 15% bilo pozitivno, sa prosečnom ocenom 4.22/10. Konsenzus kritičara stranice glasi:„Sa prosečnim efektima i zapletom koji je naokolo sastavljen od prethodnih naučno-fantastičnih filmova, Peti Talas ostavlja utisak promuklog i dervatnog vriskanja”. Na sajtu Metakritičar film je ocenjen 33/100 na osnovu 30 kritičara. Publika je putem ankete ocenila film sa 4- na skali od 1 do 5. Džefri M. Anderson prokomentarisao je:„Svaki zaplet i dijalog u filmu uzet je od negde i sve je krajnje predvidivo.” Takođe je rekao i da film „uzima materijal iz poznatih franšiza kao su Sumrak, Igre Gladi, Drugačija”. Rob Voks dao je filmu ocenu 1/5 i rekao: „Ludost uklapanja u društvo za mlade pogađa nisku tačku sa ovom besmislenom pričom o invaziji vanzemaljaca”. Mik Lasal rekao je da „retko filmovi koji počinju tako dobro,ispadnu tako loši”, a za slučaj da film ima tri dela kaže „moramo da budemo oprezni, jer će u protivnom napraviti još dva dela; moramo da sprečimo inavziju”. Edi Kokrel napisao je: „Peti Talas je efektivan, solidan post-apokaliptični film za mlade sa upečatljivim obrtom”,ali i da ljubitelji knjige Peti Talas „verovatno imaju problem sa svime što je film izmenio”.
Brajan Truit dao je filmu pozitivnu kritiku rekavši da je film privlačan i da „golica maštu nove generacije ljubitelja naučne fantastike”. Pohvalio je Kloi i Nika kao veoma dobre glavne glumce. Šenon Harvi komentariše: „Film ima dosta prednosti, počev od talentovane Kloi Grejs Morec u ulozi jake, ali i nežne heroine za koju navijamo tokom filma, do odlične produkcije i mnoštva preokreta u radnji”. Majkl Paterson prokomentarisao je film kao „uzbuđujuću priču o preživljavanju”.